# Phaonia katoi
Phaonia katoi är en tvåvingeart som beskrevs av Shinonaga och Tadao Kano 1971. Phaonia katoi ingår i släktet Phaonia och familjen husflugor. Inga underarter finns listade i Catalogue of Life.